# 小行星7067
小行星7067（英語：7067 Kiyose）是一颗围绕太阳公转的小行星。1993年12月4日，平沢正規、鈴木正平在Nyukasa发现了此天体。
这颗小行星的绝对星等为340.1555976508131等。